# Taborkirche (Weiz)

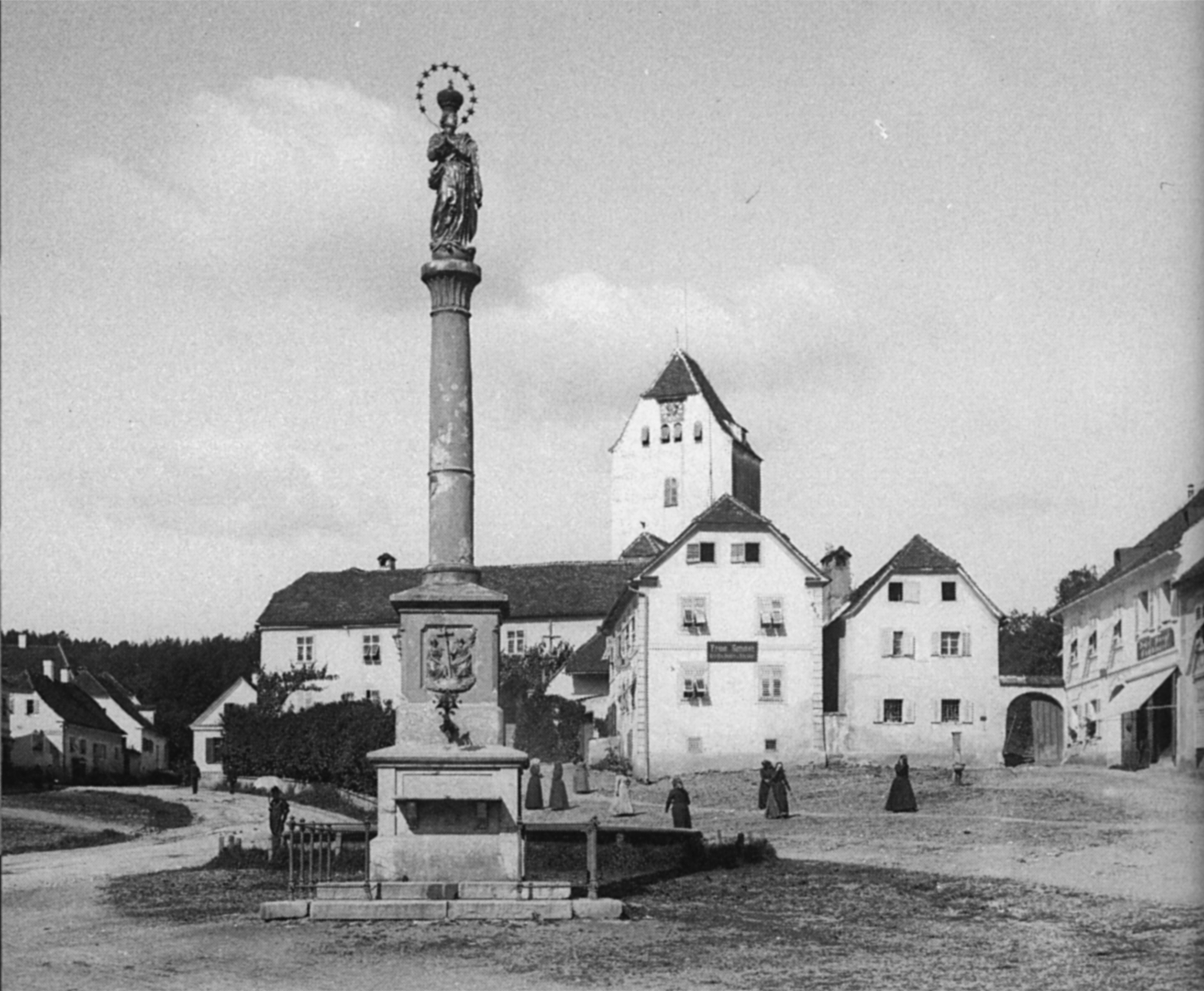
Hauptplatz mit Mariensäule, 1898

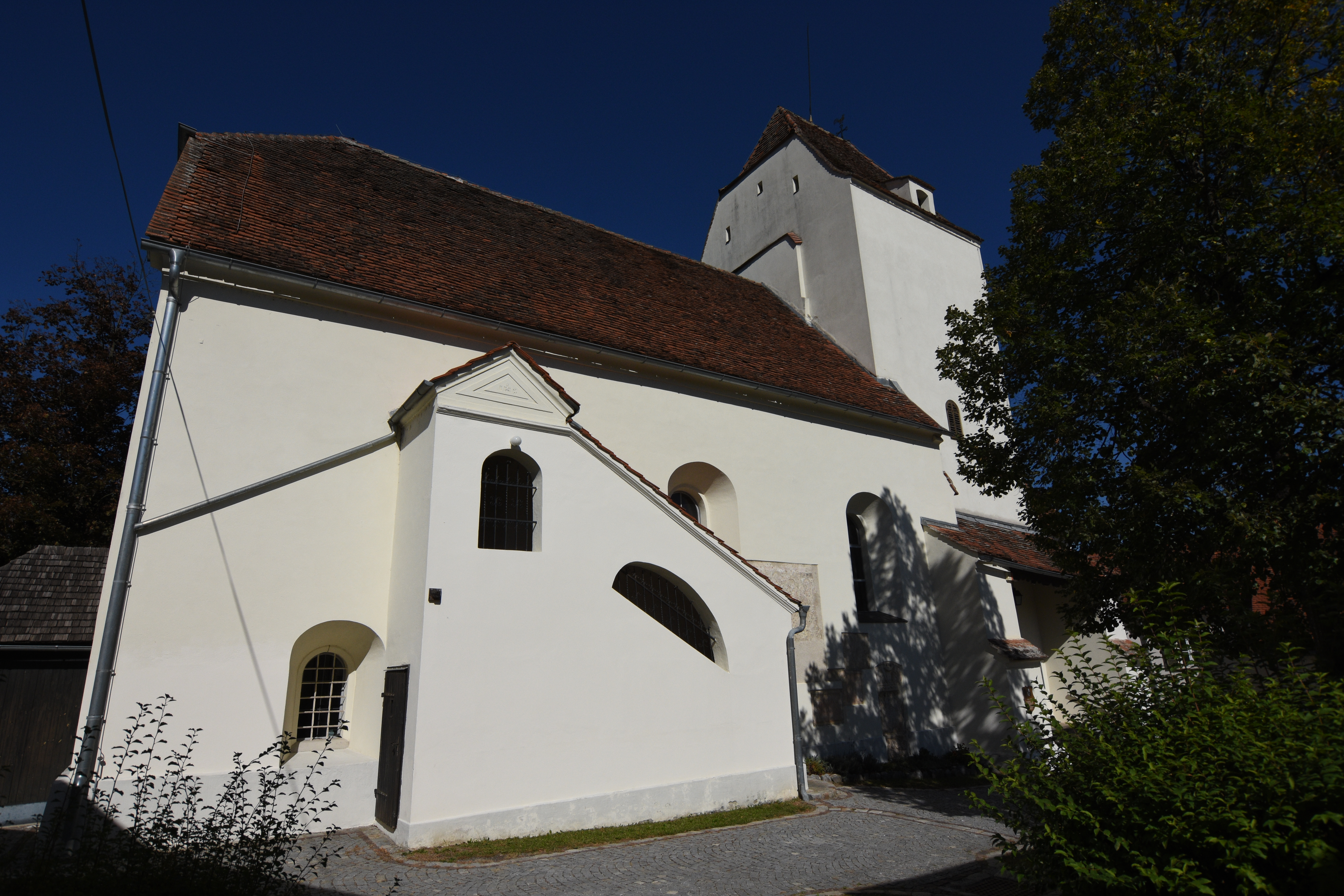
Taborkirche in Weiz, Außenansicht

Die heutige Taborkirche ist eine römisch-katholische Kirche am Hauptplatz von Weiz in der Steiermark. Geweiht ist sie dem Heiligen Thomas von Canterbury und wird nach ihm auch St.-Thomas-Kirche genannt. Das Gebäude steht, wie auch das angrenzende Taborhaus, die Reste der Tabormauern und die Mariensäule, unter Denkmalschutz.

## Geschichte
Am 11. Mai 1188 übergab Luitold III. von Gutenberg dem Stift Göß Rechte und Besitzungen in Weiz. Vor 40 ritterlichen Zeugen stellte er in der Taborkirche die entsprechende Urkunde aus, in der sowohl die Kirche als auch Weiz das erste Mal genannt wurden. Der Name „Taborkirche“ ist 1644 genannt. Seit 1753 ist St. Thomas Benefizium, seit 1791 Kuratbenefizium, gehört heute zum Dekanat Weiz der Diözese Graz-Seckau und wird von einem Administrator geleitet.
Um 1360 wurde die romanische Kapelle des 12. Jahrhunderts durch den Anbau des gotischen Altarraums erweitert. 1365 weihte Bischof Ulrich von Weißeneck   Bischof von Seckau einen der Heiligen Katharina gewidmeten Altar. Vor 1554 wurde die St. Thomaskirche mit einem Tabor mit Rundtürmen umschlossen. Die Grundherren auf Schloss Gutenberg wurden Anhänger der neuen christlichen Lehre und so wurde die Kirche als evangelische Kirche verwendet. Im Jahr 1600 wurde im Zuge der Gegenreformation die Kirche wieder römisch-katholisch. Im Jahre 1644 erfolgte ein Kirchenumbau. Bei der Vergrößerung der Fenster nahm man auf die Fresken keine Rücksicht. 1675 erhielt der Sakralbau neue Kirchenbänke und vermutlich den neuen, barocken Hochaltar. Nach dem Ende der Türkengefahr wurde von 1687 bis 1689 der zwischen der Kirche und dem Hauptplatz gelegene Teil der Tabormauern und -türme abgebrochen und ein Wohnhaus errichtet, das bis 1870 auch als Bürgerliche Marktschule genutzt wurde. 
1697 stiftete Propst Ernst von Pöllau der Kirche die Kanzel. Bei der letzten Innenrenovierung wurde diese etwas höher gesetzt und die Treppe entfernt, um mehr Sitzgelegenheiten zu schaffen. 1747 wurde die Orgelempore mit einem außen gelegenen Aufgang errichtet. 1769 wurde vom Orgelbauer Ferdinand Schwarz aus Graz eine einmanualige Orgel aufgestellt, die heute noch bespielt wird. 
1771 erhielt die St.-Thomas-Kirche einen neuen Hochaltar. Er wird der Werkstätte von Veit Königer zugeschrieben. Das Altarbild stammt von Joseph Adam Ritter von Mölk. Beide arbeiteten zur selben Zeit auch in der nahe gelegenen Weizbergkirche. Fritz Silberbauer führte in den Jahren 1933 bis 1935 Renovierungsarbeiten und Ergänzungen an den Fresken durch. Im Jahr 1949 lieferte die Wiener Glockengießerei Josef Pfundner drei Glocken. Anlässlich der Neugestaltung des Altarraums erhielt die Kirche einen Volksaltar aus Stahl und Glas. Zwischen zwei Glasplatten am Boden des Altars hat der Künstler Walter Kratner Asche von Rosen und getrocknete Rosenstängel gefüllt.

## Gestaltung

### Patrozinium

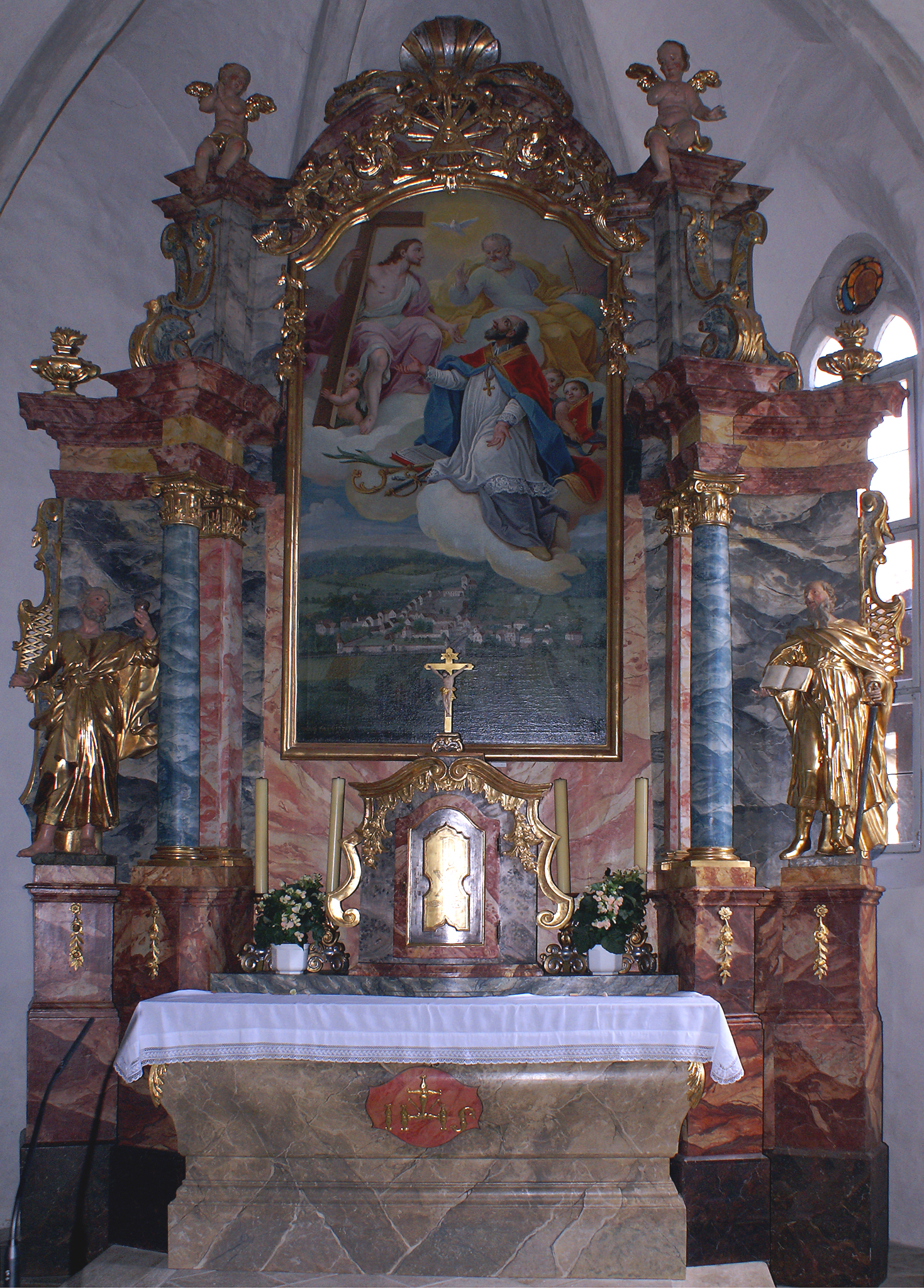
Hochaltar

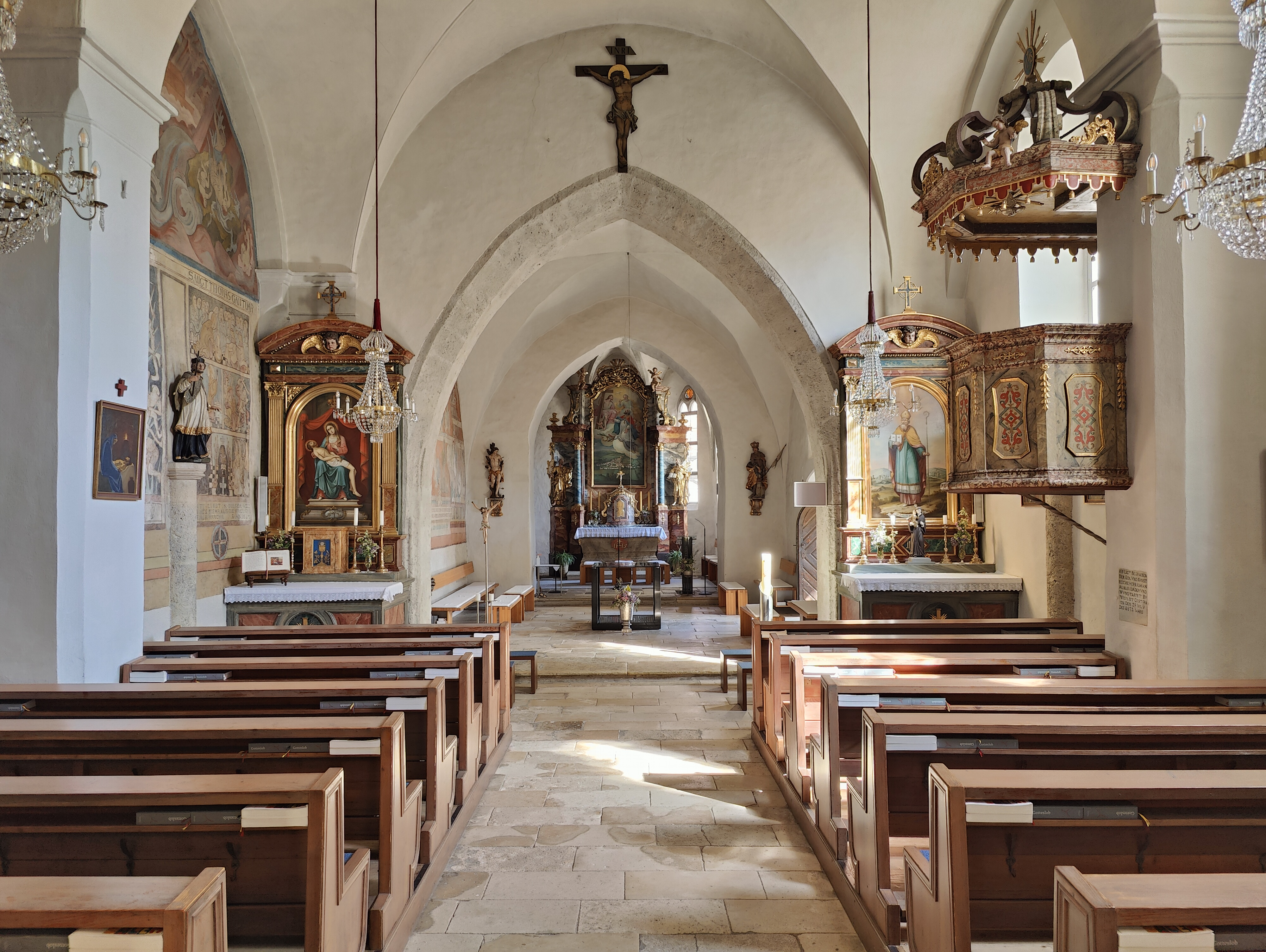
Innenansicht der Kirche

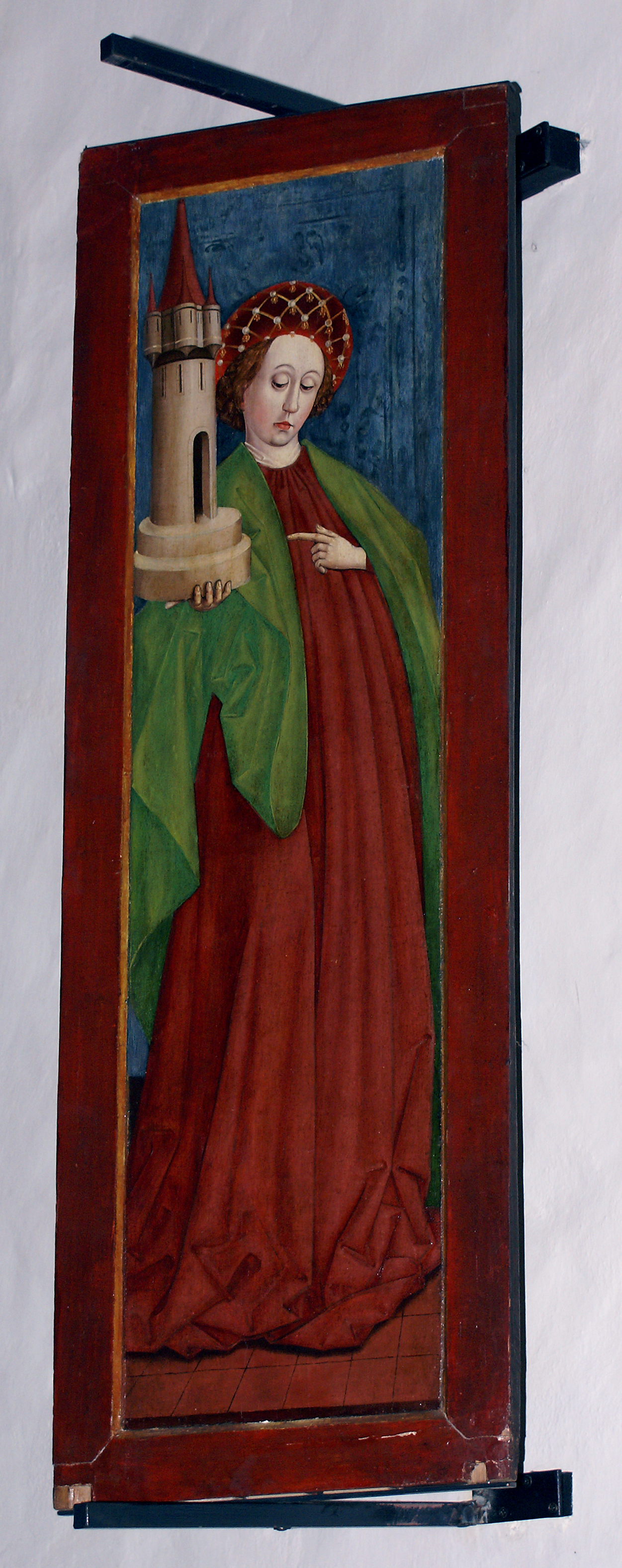
Altarflügel der Hl. Barbara

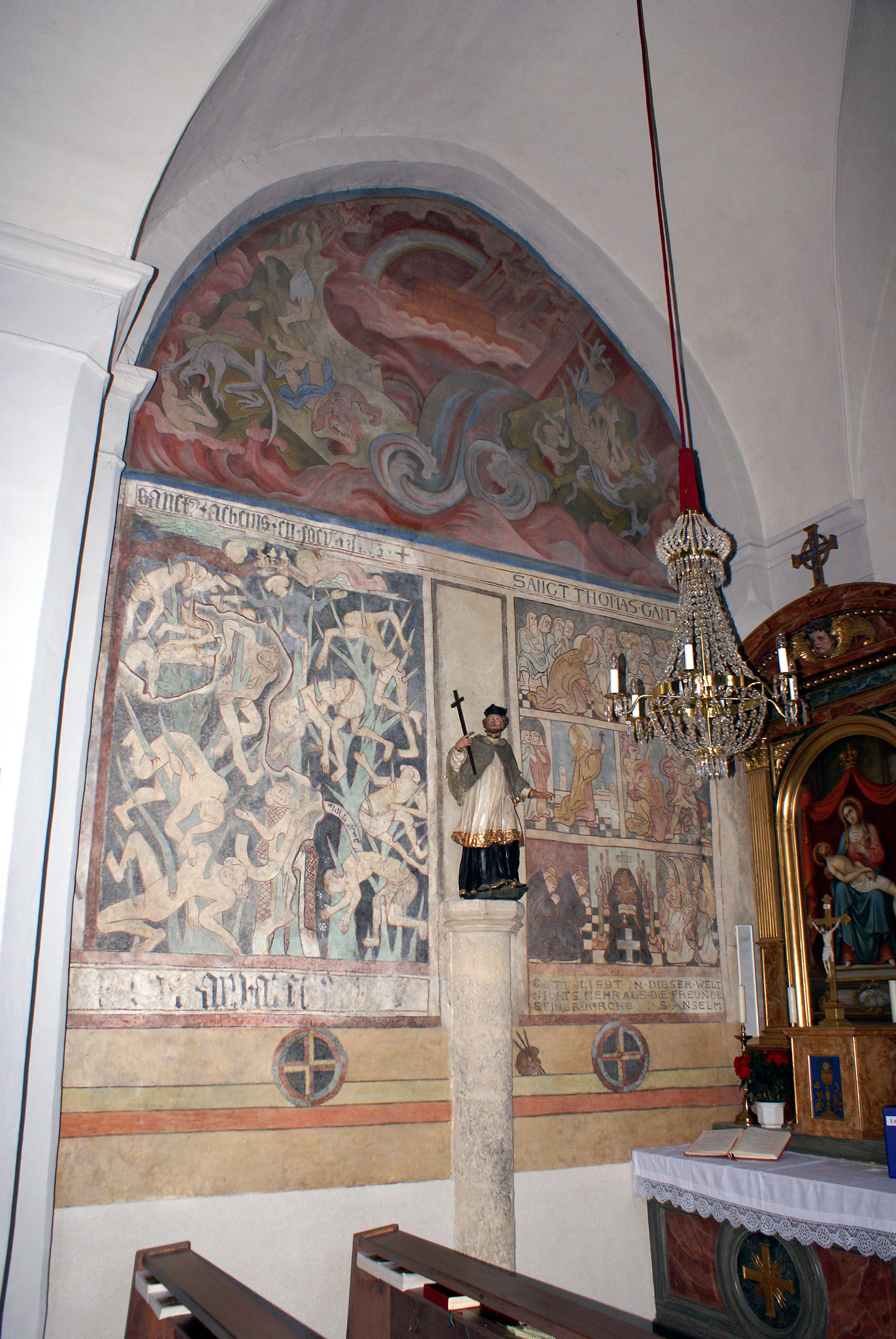
Nordwand in der Kirche

Patron der Kirche ist der hl. Thomas Becket, Erzbischof von Canterbury. Als die Kirche 1188 geweiht wurde, waren seit der Ermordung Thomas Beckets im 1170 und seiner Heiligsprechung 1173 erst wenige Jahre vergangen. Damit zählt die Kirche, ihren Kirchenpatron betreffend, zu einer Seltenheit: Die meisten Thomaskirchen sind nämlich dem Apostel Thomas geweiht. Sie ist eines der frühesten Beispiele für die Verehrung des Thomas Becket im süddeutschen Raum.

### Hochaltar
Der Hochaltar stammt vermutlich aus der Werkstatt Veit Königers. Das Altarbild wurde von Josef Adam Ritter von Mölckh im Jahr 1771 gemalt. Das Gemälde zeigt den hl. Thomas von Canterbury. Er ist als Mittler und Fürsprecher von der Heiligen Dreifaltigkeit dargestellt und weist als Patron der Marktkirche auf Weiz, das der Maler in seinem damaligen Bestand wiedergegeben hat: Der Hauptplatz zeigt einen Brunnen und den ursprünglichen Standort der Mariensäule. In der Mitte des Bildes ist sehr deutlich die Anlage des Schlosses Radmannsdorf zu erkennen. Der Zaun im Vordergrund entspricht ungefähr dem Verlauf der heutigen Kapruner-Generator-Straße. 
Die beiden Figuren seitlich des schlichten Säulenaufbaus stellen links den heiligen Philippus Neri und rechts den hl. Paulus mit Buch und Schwert dar. An der Decke des 5/8-Chores mit derb behauenen Gewölberippen befinden sich zwei Schlusssteine mit Darstellungen des Lamm Gottes und einer Rosette. An der Wand des Altarraums wurde ein gotischer Altarflügel aus dem Ende des 15. Jahrhunderts. angebracht, der erst 1964 aufgefunden wurde und den Heiligen Rupert und die Barbara darstellt.
In der Leibung zum Hochaltar – erst anlässlich der Erweiterung im 14. Jahrhundert aufgebrochen – stehen auf Konsolen zwei barocke Statuen: links der Schutzpatron gegen Feuer Florian und rechts der Pestheilige Sebastian.

### Chorquadrat
Im Chorquadrat fällt der Blick auf die mit Fresken reich geschmückte fensterlose Nordwand. Sowohl die Ausstattung dieser Wand, als auch die Bemalung im Kirchenschiff tragen mehrere unterschiedlich erhaltene und zu verschiedenen Zeiten entstandene Malschichten. Die Bemalung wurde anlässlich der Aufdeckung und Reinigung im Jahr 1935 von Fritz Silberbauer komplettiert bzw. zu einer Gesamtkomposition ergänzt.
Dieses Gewölbefeld zeigt 3 Lagen: Von der mittelalterlichen Bemalung lassen sich horizontale Zonen ausnehmen, die am linken Rand einen Engel, der Posaune bläst, zeigen, darunter die Oberkörper offenbar schreitender Figuren. Eine Deutung dieser Reste als Darstellung des Jüngsten Gerichts in strenger romanischer Horizontalgliederung ist nicht vollständig gesichert. 
Am rechten Bilderrand kann man im unteren Bereich eine – in dieser Form seltene – Darstellung der hl. Margaretha erkennen: Die Heilige entstieg unversehrt dem Drachen, nachdem sie ihn mit dem Kreuzzeichen bezwungen hat. Einzelheiten in den Gesichtszügen, in der Handhaltung un in der Darstellung des Gewandes (Saum, Faltenwurf) lassen diese Malschicht um 1300 einordnen. Der linke Teil (oberhalb des Sakristeieinganges) stammt aus einer darüberliegenden Bemalung aus der Mitte des 15. Jahrhunderts: Er zeigt ein kniendes Stifterpaar und Reste einer großfigurigen Szenerie. Den breiten zerstörten Mittelteil nimmt die Ergänzung von Fritz Silberbauer ein: Christus als Weltenrichter, posauneblasende Engel, der Erzengel Michael als Seelenwäger und die Auferstehung des Fleisches. Auf der Höhe der Inschrift befindet sich rechts neben der Eingangstür zur Sakristei eines der Weihekreuze (Apostelkreuze) aus dem 13. Jahrhundert.

### Malereien im Kirchenschiff
Das erste Joch im Kirchenschiff zeigt die Marter des hl. Achatius und seiner zehntausend Getreuen. Sie werden auf dem Berg Ararat in eine mit Dornen und spitzen Pfählen gespickte Schlucht gestürzt. Zwei darüber schwebende Engel setzen dem in Kreuzform gepfählten Heiligen die Krone des Märtyrers aufs Haupt. Von den Schriftbändern ist nur mehr das obere lesbar. 
Daneben befinden sich Szenen aus dem Leben des Kirchenpatrons Sanct Thomas Cantuar (mittelalterlicher Name Canterburys): der Erzbischof bei der österlichen Fußwaschung, beim Gebet, seine Ermordung in der Kathedrale und seine Aufbahrung. Die Darstellung des dritten Heiligen auf der Halbsäule in Form einer Statue kann man mit dem Schicksal des Thomas von Canterbury vergleichen. Johannes von Nepomuk war Generalvikar des Erzbischofs von Prag und geriet wie Thomas in politische Auseinandersetzungen. König Wenzel I. ließ ihn foltern und 1393 von der Brücke in die Moldau werfen. Beide Heiligen wurden auf Anordnung ihrer Könige ermordet.
Im mittleren Joch des Kirchenschiffs befindet sich eine durch breite Palmettenbordüren eingerahmte biblia pauperum.

## Tabor und Taborhaus
Zwischen der Mariensäule, der Parkanlage und der Stiege zum Durchgang ins Taborhaus befand sich im 16. und 17. Jahrhundert ein Wassergraben und eine Zugbrücke. Die Verteidigungsanlage mit Wachtürmen und Schießscharten wurde nie in Kampfhandlungen einbezogen. Nachdem das türkische (osmanische) Heer 1683 bei Wien (Schlacht am Kahlenberg) besiegt worden war, errichtete der Baumeister Hannes Riebler 1687 unter Marktrichter Adam Fintz das Wohnhaus anstelle der östlichen Wehrmauer. Darin waren in den Jahren darauf die Bürgerliche Marktschule, eine Musik- und Chorschule und später ein Kindergarten untergebracht.
Der teilweise erhaltene Rundturm an der Südwest-Ecke und die Schießscharten seitlich des oberen Eingangstores zeigen noch den einst wehrhaften Charakter des Tabors. In die Mauer sind einige Grabsteine jüngeren Datums eingelassen. Sie wurden nach der Auflassung des ehemaligen Bürgerfriedhofs – der sich an der Stelle der heutigen evangelischen Kirche befand – in den Tabor transportiert. Rechts vom Hoftor wurde in jüngster Zeit eine Skulptur eingefügt, die die Kreuzigung des Apostels Petrus darstellt. Von der Mitte des Hofes aus sind deutlich die drei großen Bauabschnitte der Kirche zu erkennen. 
Der ursprünglich romanische Ostturmbau endete mit dem Chorquadrat unter dem (damals noch niedrigeren) Turm. Im 14. Jahrhundert wurde die Kirche ebenso wie die Pfarrkirche am Weizberg durch einen gotischen Altarraum erweitert. Die Maßwerkfenster des Chores enthielten wahrscheinlich bemalte Glasfenster. Ein Rest davon befindet sich in der Rosette des zweiten Fensters mit einem Christuskopf. Die nächste Umgestaltung war der große Umbau im Jahr 1644. Dabei wurden die Fenster großzügig erweitert, allerdings ohne Rücksicht auf den vorhandenen Freskenschmuck auf der Hofseite. Von der Besiedelung des Weizer Raumes zur Römerzeit künden die in der Außenfront eingelassenen Reliefsteine.